# Дрегешань
Дрегешань, Дрегешані (рум. Drăgășani) — місто у повіті Вилча в Румунії, що має статус муніципію. Адміністративно місту підпорядковані такі села (дані про населення за 2002 рік):
- Валя-Каселор (130 осіб)
- Зернень (70 осіб)
- Злетерей (1428 осіб)

Місто розташоване на відстані 147 км на захід від Бухареста, 50 км на південь від Римніку-Вилчі, 51 км на північний схід від Крайови.

## Населення
За даними перепису населення 2002 року у місті проживали 20 798 осіб.
Національний склад населення міста:
| Національність   | Кількість осіб | Відсоток |
| ---------------- | -------------- | -------- |
| румуни           | 20571          | 98,9 %   |
| цигани           | 199            | 1,0 %    |
| угорці           | 6              | < 0,1 %  |
| німці            | 6              | < 0,1 %  |
| італійці         | 2              | < 0,1 %  |
| українці         | 1              | < 0,1 %  |
| росіяни-липовани | 1              | < 0,1 %  |
| поляки           | 1              | < 0,1 %  |

Рідною мовою назвали:
| Мова       | Кількість осіб | Відсоток |
| ---------- | -------------- | -------- |
| румунська  | 20656          | 99,3 %   |
| циганська  | 128            | 0,6 %    |
| угорська   | 6              | < 0,1 %  |
| німецька   | 2              | < 0,1 %  |
| італійська | 2              | < 0,1 %  |
| російська  | 1              | < 0,1 %  |
| польська   | 1              | < 0,1 %  |

Склад населення міста за віросповіданням:
| Релігія        | Кількість осіб | Відсоток |
| -------------- | -------------- | -------- |
| православні    | 20677          | 99,4 %   |
| римо-католики  | 27             | 0,1 %    |
| баптисти       | 25             | 0,1 %    |
| адвентисти     | 25             | 0,1 %    |
| п'ятдесятники  | 20             | 0,1 %    |
| греко-католики | 10             | < 0,1 %  |
| атеїсти        | 5              | < 0,1 %  |
| реформати      | 3              | < 0,1 %  |
| мусульмани     | 2              | < 0,1 %  |
| юдеї           | 1              | < 0,1 %  |
| не релігійні   | 1              | < 0,1 %  |

## Відомі уродженці
- Думитру Ілієску (1865—1940) — румунський політик і бригадний генерал, начальник румунського Генерального штабу з 25 жовтня по 5 грудня 1916.